# 히로시마 미술관
히로시마 미술관(일본어: ひろしま美術館)은 일본 히로시마현 히로시마시 나카구 히로시마시 중앙공원 내에 있는 미술관이다. 1978년 11월 3일에 히로시마 은행 창립 100주년을 기념하여 개관했다.

## 같이 보기
- 히로시마 현립 미술관
- 히로시마시 현대미술관